# Controversy (album)
Controversy is het vierde album van de Amerikaanse popartiest Prince en werd uitgebracht in 1981.

## Algemeen
Het album laat een meer volwassen Prince horen. De mengelmoes van funk en new wave werd meer gepolijst en de nummers werden meer uitgewerkt. Het thema seks blijft duidelijke aanwezig (Sexuality, Do Me, Baby en Jack U Off), maar ook religieuze (Controversy, inclusief het Onzevader) en politieke onderwerpen (Sexuality, Ronnie, Talk to Russia en Annie Christian) komen duidelijk naar voren. In zijn geheel klinken de teksten minder direct dan zijn voorganger Dirty Mind.
Een verborgen religieuze boodschap zit in het nummer Annie Christian. In de naam Annie Christian valt met minimale creativiteit de antichrist terug te vinden. In het nummer vergrijpt Annie Christian zich dan ook aan ketterse bezigheden.
Het album doet het commercieel gezien ongeveer net zo goed als het album Prince en bereikt nummer 21 op de Billboard 200-albumlijst. De singles deden het echter stukken minder.
Het is tevens het eerste album waar Prince in de titels en songteksten gebruikmaakt van eenletterige woorden of cijfers die net zo klinken als het woord dat ermee bedoeld wordt. Bijvoorbeeld U voor You en op latere albums bijvoorbeeld 2 voor To, 4 voor For en R voor Are. Een manier van afkorten die twintig jaar later gebruikt zal worden in sms-berichten en IM-berichten.

## Nummers
| 1. | Controversy            | 7:16 |
| 2. | Sexuality              | 4:21 |
| 3. | Do Me, Baby            | 7:43 |
|    |                        |      |
| 4. | Private Joy            | 4:29 |
| 5. | Ronnie, Talk to Russia | 1:58 |
| 6. | Let's Work             | 3:54 |
| 7. | Annie Christian        | 4:22 |
| 8. | Jack U Off             | 3:09 |

## Singles
Controversy bracht vier singles voort, Controversy (2 september 1981), Let's Work (6 januari 1982), Sexuality (alleen in Duitsland) en Do Me, Baby (16 juli, alleen in de VS).
De B-kant van de maxisingle van Let's Work bevatte het nummer Gotta Stop (Messin' About). Dit nummer werd echter eerder alleen in het Verenigd Koninkrijk uitgebracht als single en is een outtake van het album Dirty Mind. De B-kanten van de singles van het album kenden dus geen nog niet eerder uitgebrachte nummers.
De single Controversy was de eerste Top 40-hit van Prince in Nederland; het bereikte nummer 27, wat hoger was dan in de Verenigde Staten, waar de single op Billboard Hot 100 niet hoger kwam dan nummer 70. Wel bereikte het titelnummer nummer 3 en de single Let's Work nummer 9 op de R&B-lijst.

## Ontstaan
Controversy werd in de loop van de zomer van 1981 opgenomen in Hollywood Sound Recorders en Sunset Sound, beide in Los Angeles. Enkele nummers waren net zoals de voorganger Dirty Mind opgenomen in zijn thuisstudio in Minneapolis.

## Instrumentatie, zang en composities
Alle nummers werden geschreven door Prince. Op één nummer na speelde Prince ook alle instrumenten en zong hij alle zangpartijen. Alleen op Jack U Off vallen ook Lisa Coleman en (Matt) Dr. Fink op toetsen en Bobby Z. op drums te horen.